# یان یانکوفسکی
یان یانکوفسکی (لهستانی: Jan Jankowski؛ زادهٔ ۲ ژوئن ۱۹۶۱) بازیگر و کارگردان اهل لهستان است.
از فیلم‌ها یا مجموعه‌های تلویزیونی که وی در آن‌ها نقش داشته‌است، می‌توان به خاکسپاری یک سیب‌زمینی، عروس جنگ، محکوم، سفرهای آقای کِـلِـکْسْ، جمهوری امید، خوشنام، مرشد و مارگاریتا، ده فرمان، راز ساگال، در خوشی و سختی، خودِ زندگی، ورای تخت جراحی، ع چون عشق، کارآگاهان جنایی، موج جرم و جنایت، پدر متیو، عشق اول، در خیابان سپولنی، جهان به روایت خانواده کیپسکی، هتل ۵۲، دوران افتخار، قانون حقیقی، قواعد بازی، کمیسر آلکس و خاطرات یک گناهکار اشاره نمود.